# Horné Hámre
Horné Hámre (Hongaars: Felsőhámor, Duits: Oberhammer) is een Slowaakse gemeente in de regio Banská Bystrica, en maakt deel uit van het district Žarnovica.
Horné Hámre telt 641 inwoners.
Brehy · Hodruša-Hámre · Horné Hámre · Hrabičov · Hronský Beňadik · Kľak · Malá Lehota · Nová Baňa · Orovnica · Ostrý Grúň · Píla · Rudno nad Hronom · Tekovská Breznica · Veľká Lehota · Veľké Pole · Voznica · Žarnovica · Župkov